# Allegheny Mountains
Allegheny Mountains

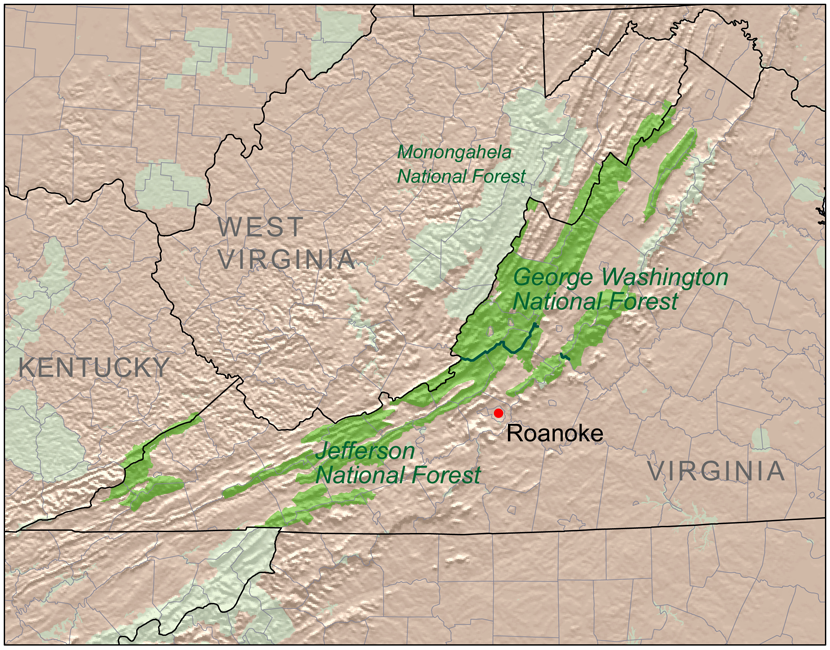
Monongahela NF leží v centrální části hor, G. Washington NF a Jefferson NF leží ve východní části hor

(česky Alleghenské pohoří, Alleghenské hory nebo Allegheny) je pohoří na severovýchodě Spojených států amerických, součást Appalačského pohoří. Rozkládá se ve střední Pensylvánii, Západní Virginii a částečně i na západě Marylandu, jihozápadě Virginie a severovýchodě Kentucky.

## Geografie
Pohoří směřuje od severozápadu na jihovýchod a má délku okolo 640 km. Největší výšky dosahují Alleghenské hory na severovýchodě Západní Virginie, nejvyšší hora Spruce Knob má 1 482 m. Ve východní části hor vystupuje strmý pískovcový stupeň nazývaný Allegheny Front. Na západě naopak hory postupně klesají k Alleghenské plošině. Okrajové části pohoří tvoří pahorkatina o nadmořské výšce 350 až 450 m.